# Jerome K. Jerome Bloche
Jerome K. Jerome Bloche (fransk: Jérôme K. Jérôme Bloche) er en detektivtegneserie. Den er tegnet af Alain Dodier, der også har skrevet de fleste af historierne; Serge Le Tendre og Makyo har skrevet nogle få af historierne.
Forlaget Zoom har udgivet de første 27 album i serien på dansk i bøger med tre album i hver. Derefter fortsætter de med ét album pr. udgave.

## Bøger og album i serien
1. Jerome K. Jerome Bloche 1 978-87-93564-85-5
2. Jerome K. Jerome Bloche 2 978-87-7021-033-1
3. Jerome K. Jerome Bloche 3 978-87-7021-084-3
4. Jerome K. Jerome Bloche 4 978-87-7021-116-1
5. Jerome K. Jerome Bloche 5 978-87-7021-150-5
6. Jerome K. Jerome Bloche 6 978-87-7021-203-8
7. Jerome K. Jerome Bloche 7 978-87-7021-267-0
8. Jerome K. Jerome Bloche 8 978-87-7021-321-9
9. Jerome K. Jerome Bloche 9 978-87-7021-376-9
10. Jerome K. Jerome Bloche 10 978-87-7021-433-9

## Oversigt
| Jerome K. Jerome Bloche – oversigt |                              |                                 |             |                            |              |
| Fransksproget originaludgave       | Fransksproget originaludgave | Fransksproget originaludgave    | Antal sider | Dansk udgave               | Dansk udgave |
| Udgivet                            | Nr.                          | Titel                           | Antal sider | Historietitel              | Nr.          |
| 1985-07                            | 1                            | L'ombre qui tue                 | 46          | Skyggen der dræber         | 1            |
| 1985-10                            | 2                            | Les êtres de papier             | 46          | Papirfyrsterne             | 1            |
| 1986-06                            | 3                            | À la vie, à la mort             | 46          | I livet som i døden        | 1            |
| 1986-11                            | 4                            | Passé recomposé                 | 46          | Ud af fortidens tåge       | 2            |
| 1987-11                            | 5                            | Le jeu de trois                 | 46          | To mand frem               | 2            |
| 1989-08                            | 6                            | Zelda                           | 46          | Zelda                      | 2            |
| 1991-05                            | 7                            | Un oiseau pour le chat          | 46          | Pipfugl i løvens gab       | 3            |
| 1992-09                            | 8                            | Le vagabond des dunes           | 46          | Vagabonden fra klitterne   | 3            |
| 1993-11                            | 9                            | L'absent                        | 46          | Den forsvundne             | 3            |
| 1995-01                            | 10                           | Un bébé en cavale               | 46          | Baby på flugt              | 4            |
| 1996-06                            | 11                           | Le cœur à droite                | 46          | Hjertet til højre          | 4            |
| 1997-10                            | 12                           | Le gabion                       | 46          | Jægerskjul                 | 4            |
| 1998-10                            | 13                           | Le pacte                        | 46          | Pagten                     | 5            |
| 2000-05                            | 14                           | Un fauve en cage                | 46          | Rovdyr i bur               | 5            |
| 2001-05                            | 15                           | La comtesse                     | 46          | Komtessen                  | 5            |
| 2002-06                            | 16                           | La lettre                       | 54          | Brevet                     | 6            |
| 2003-10                            | 17                           | La marionnette                  | 54          | Marionetten                | 6            |
| 2005-04                            | 18                           | Un petit coin de paradis        | 52          | Et lille hjørne af paradis | 6            |
| 2006-08                            | 19                           | Un chien dans un jeu de quilles | 46          | Som hund i et spil kegler  | 7            |
| 2007-10                            | 20                           | Fin de contrat                  | 46          | Kontrakten                 | 7            |
| 2009-10                            | 21                           | Déni de fuite                   | 52          | Flugtbilisten              | 7            |
| 2011-02                            | 22                           | Mathias                         | 54          | Mathias                    | 8            |
| 2012-10                            | 23                           | Post mortem                     | 52          | Post mortem                | 8            |
| 2014-08                            | 24                           | L'ermite                        | 50          | Eneboeren                  | 8            |
| 2016-03                            | 25                           | Aïna                            | 54          | Aïna                       | 9            |
| 2017-10                            | 26                           | Le couteau dans l'arbre         | 56          | Kniven i træet             | 9            |
| 2019-10                            | 27                           | Contrefaçons                    | 70          | Fordækte spil              | 9            |
| 2022-03                            | 28                           | Et pour le pire                 | 70          | ... og i modgang!          | 10           |
| 2024-10                            | 29                           | Perpétuité                      | 51          |                            |              |